# Straling

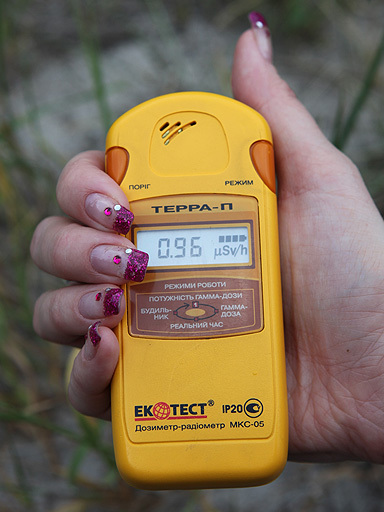
Radioactief besmet gras op 1 km van de kernreactor van Tsjernobyl-Pripyat geeft een radioactieve-dosisequivalent van enkele malen de natuurlijke achtergrond van zeg 0,29 microSievert/uur. Een Terra-P Ekotest MKS-05 Geiger-Müllerteller voor gamma- en bètastraling meet 0,96 microSievert/uur (μSv/h). 2010

Straling kan elektromagnetische straling en deeltjesstraling zijn. Bij de laatste gaat het om deeltjes met een hoge snelheid die hoogstens de grootte van een atoomkern hebben. Vaak betreft dit een continue stroom van deeltjes, maar het kan ook gaan om zeldzame individuele deeltjes, zoals in het geval van kosmische straling, met een zeer hoge energie.
Volgens hedendaagse kwantummechanische opvattingen is er overigens geen fundamenteel verschil tussen straling via golven en als deeltjes. Straling is energieoverdracht zonder dat er sprake is van direct contact. 

## Indeling
Elektromagnetische straling wordt in volgorde van oplopende frequentie (aflopende golflengte) als volgt onderverdeeld (zie ook Elektromagnetisch spectrum):
- radiostraling
- microgolfstraling
- infrarode straling
- zichtbaar licht
- ultraviolette straling
- röntgenstraling
- gammastraling (γ-straling)

Deeltjesstraling of corpusculaire straling betreft vooral, in volgorde van oplopende massa van de deeltjes:
- elektronen: bètastraling en deltastraling
- neutronen: neutronenstraling
- proton (deeltje): protonenstraling
- alfadeeltjes: alfastraling (een alfadeeltje bestaat uit twee protonen en twee neutronen = heliumkern)

## Energie per foton of deeltje
Straling wordt vaak onderverdeeld naar de energie per foton of deeltje in:
- Ioniserende straling: elektromagnetische straling met een hoge frequentie, dus veel energie per foton (röntgenstraling en gammastraling), en bovengenoemde deeltjesstraling; de energie per foton of deeltje is voldoende om elektronen uit atomen te verwijderen. Bij nog grotere energie per foton of deeltje kunnen ook atoomkernen worden aangetast.
- Niet-ioniserende straling: elektromagnetische straling van lagere frequentie, tot en met ultraviolette straling.

Dit onderscheid is van belang voor het gevaar van de straling. Ionisatie is een proces waarbij elektronen uit atomen of moleculen verwijderd raken, waardoor elektrisch geladen deeltjes (ionen) achterblijven. Hierdoor treden chemische veranderingen op in de bestraalde moleculen, wat dergelijke straling vaak gevaarlijker maakt voor organismen.
Een groot aantal fotonen of deeltjes met weinig energie per stuk is dus niet gelijkwaardig aan een klein aantal met een hoge energie per stuk.

## Intensiteit
Naast de energie per foton of deeltje is uiteraard ook het aantal van belang (bijvoorbeeld het aantal dat in een bepaald tijdinterval door een bepaald oppervlak gaat). Men kan dit ook per tijdseenheid bekijken; bij radioactief verval is dit het aantal becquerel (Bq, aantal atomen dat per seconde vervalt), als er twee deeltjes per atoom vrijkomen, wordt dit ook wel 'yield' genoemd.
Het product van de energie per foton of deeltje en het aantal is de totale energie (flux). Dit kan ook bekeken worden per tijdseenheid (vermogen) en/of oppervlakte-eenheid (fluxdichtheid). Zo is bijvoorbeeld het vermogen van de zonnestraling bij de Aarde (boven de atmosfeer, op een loodrecht oppervlak) gemiddeld 1367 W/m² (zonneconstante). Dit kan ook gedeeld worden door de ruimtehoek waaronder de waarnemer de bron ziet (in dit geval 60 µst), dan krijgen we 23 MW/(st m2); ditzelfde getal geldt voor soortgelijke sterren op een andere afstand (voor zover straling onderweg niet wordt geabsorbeerd, zie ook paradox van Olbers). Zie ook intensiteit (natuurkunde).
Afhankelijk van de wijze van ontstaan van het foton of de wijze waarop een deeltje zijn snelheid heeft gekregen kunnen de waarden van de energie per foton of deeltje discreet zijn (spectraallijnen) of een continuüm (continu spectrum) vormen. Bij fotonen kan men dan, bijvoorbeeld bij warmtestraling, de totale energie enz. (als boven) per eenheid van golflengte of frequentie bekijken. Als men bekijkt bij welke golflengte of frequentie deze maximaal is moet men wel bedenken dat gemeten per eenheid golflengte de piek ligt bij een golflengte die niet helemaal overeenkomt met de frequentie waar de piek ligt als men meet per eenheid frequentie, omdat het aantal eenheden frequentie per eenheid golflengte kleiner is bij een grote golflengte. Voorbeeld: bij een golflengte van 1 km (dus een frequentie van 300 kHz) is de verhouding 300 Hz/m, en bij een golflengte van 2 km (dus een frequentie van 150 kHz) is de verhouding 75 Hz/m; zie ook kosmische achtergrondstraling. Bij deeltjes kan men de totale energie, het vermogen enz. bekijken per eenheid van energie per deeltje of eenheid van snelheid. Ook hier komen de pieken niet helemaal overeen.

## Stralingsbronnen
Ieder object zendt als gevolg van zijn temperatuur warmtestraling uit, dit is elektromagnetische straling. Hoe hoger de temperatuur hoe groter de intensiteit en volgens de verschuivingswet van Wien hoe hoger de frequentie van de straling. Het is vaak infrarode straling, maar bij hoge temperatuur ook zichtbaar licht. Voorbeelden van zulke temperatuurstralers zijn een gloeilamp, vuur en de zon. Bij nog hogere temperatuur is het ultraviolet licht enzovoort.
Bij een emissie wordt een foton uitgezonden. Dit gebeurt bijvoorbeeld bij een gasontlading als er een elektrische stroom door een gas loopt. Een led is een halfgeleidercomponent die licht uitzendt als er een elektrische stroom in de doorlaatrichting doorheen wordt gestuurd. Het is een voorbeeld van solid-state lighting.
Elektronenbuizen, bijvoorbeeld een kathodestraalbuis en een röntgenbuis, produceren diverse soorten straling.
Een zendantenne produceert radiogolven, maar ook straling met meer energie. In haar eenvoudigste vorm bestaat een antenne uit een geleidende dunne draad.
Fluorescentie zet ultraviolette straling om in zichtbaar licht.
Verder zijn er nog laserstraling en synchrotronstraling.
Radioactiviteit van een materiaal houdt in dat er spontaan radioactief verval in optreedt, waarbij ioniserende straling wordt uitgezonden. Dat kunnen alfa-, bèta- en gammastraling zijn, ook tegelijk. Radioactief materiaal komt van nature op aarde voor, ook in het menselijk lichaam. Het kan verder met menselijk handelen doelbewust worden ingezet of daarvan een ongewenst nevenproduct zijn.
Beheerste kernsplijting kan in een kernreactor tot stand worden gebracht. Daarbij wordt ook ioniserende straling uitgezonden. Wanneer een kernwapen ontploft, komt daar zeer veel straling bij vrij.
De aarde en al het leven op aarde staan steeds bloot aan straling uit de ruimte, als aan een gelijkmatige motregen. Geladen deeltjes van de zon en andere sterren vertonen interactie met de atmosfeer en het magnetisch veld van de aarde en veroorzaken zo een stortregen van straling, voornamelijk beta- en gammastraling. De sterkte van deze kosmische straling verschilt op verschillende plaatsen op aarde, door het hoogteverschil en de invloed van het aardmagnetisch veld.

## Doordringingsvermogen

Alfastraling wordt al door een stukje papier tegengehouden. Voor bètastraling is al iets sterkers nodig, bijvoorbeeld plexiglas of aluminium en voor gammastraling is dik lood of dik beton nodig.

Het doordringingsvermogen van elektromagnetische straling is gevarieerd. Zo laten bijvoorbeeld helder glas en water licht door, bij gekleurd glas en een gekleurde vloeistof is dit binnen het lichtspectrum per frequentie verschillend. De aardatmosfeer laat delen van het elektromagnetisch spectrum niet door, bijvoorbeeld ultraviolet licht, röntgenstraling en delen van het infraroodspectrum, maar laat zichtbaar licht wel goed door. Voor verschillend materiaal waar zichtbaar licht doorheen gaat, spreekt men over transparantie, voor golven door een medium in het algemeen, behalve licht ook geluidsgolven en elektromagnetische golven over transmissie.
De doorgelaten energie neemt per frequentie exponentieel af met de afstand. Voor frequenties tot die van microgolven geldt dat hoe hoger de frequentie en hoe meer het materiaal elektrisch geleidend is, hoe minder het doordringingsvermogen is doordat de energie verloren gaat aan elektrische stroom.
De wet van Lambert-Beer legt een verband tussen de absorptie van licht en de eigenschappen van het materiaal waar het licht doorheen gaat. De extinctiecoëfficiënt geeft aan in welke mate monochromatisch licht door een materiaal wordt geabsorbeerd.
Ook het doordringingsvermogen van straling die uit deeltjes bestaat, varieert. Alfastralen komen al niet door een vel papier heen. Bètastralen worden echter pas tegengehouden door een dunne laag metaal, zoals aluminium. In vergelijking hiermee hebben gammastralen (die elektromagnetisch zijn) een groter doordringend vermogen. Voor het tegenhouden van 95% van de gammastraling van een kobalt-60-bron is bijvoorbeeld 6 cm lood, 10 cm ijzer of 33 cm beton nodig.
De meeste schade veroorzaakt straling als de stoffen waardoor ze worden geproduceerd in het menselijk lichaam worden geabsorbeerd, via voedsel of door inademing.

## Toepassingen
Een toepassing daterend van ver vóór het ontdekken van de natuurkundige achtergrond (en ook toegepast door dieren) is uiteraard het gezichtsvermogen dat gebruikmaakt van licht. Ook elektromagnetische straling van lagere frequenties wordt veel gebruikt voor draadloze communicatie / gegevensoverdracht.
Een straalkachel en een magnetron produceren warmte.
Röntgenstraling en ioniserende straling van radioactieve bronnen hebben medische toepassingen.
Neutronenstraling wordt gebruikt in een kernreactor en kernexplosie om het proces op gang te houden, respectievelijk in zeer korte tijd steeds heviger te laten verlopen.
Zie ook toepassingen van elektromagnetische straling en spectroscopie.

## Gevaren
Zoals gezegd kan vooral ioniserende straling gevaarlijk zijn, bijvoorbeeld veroorzaakt door radioactiviteit.
Daarnaast kan ook andere straling gevaarlijk zijn. Veel licht is slecht voor het netvlies. Ultraviolet licht kan slecht zijn voor de huid. Veel straling kan te veel warmte veroorzaken, met verbranding van de huid, brand of andere beschadiging tot gevolg. Straling kan elektronica verstoren of beschadigen, en nuttige straling (bijvoorbeeld voor communicatie) verstoren.
Gevaarlijke straling kan een doelstelling zijn van een kernwapen, en is anders (mogelijk in mindere mate) een nevenproduct. Het is een doelstelling van een vuile bom. Het gaat om zeer uiteenlopende straling: zeer kort durende tijdens de explosie, en zeer langdurige door fall-out.
Bij eenmalig ontstane radioactiviteit (zoals bij een ongeluk of het gebruiken van een kernwapen) of de ontmanteling van een kerncentrale (voor zover radioactief materiaal niet wordt afgevoerd) bepalen de halveringstijden van de radioactieve isotopen, die zeer uiteen kunnen lopen, hoe snel het gevaar minder wordt. Gedurende een bepaalde tijd is een bepaald isotoop het gevaarlijkst, waarna vervolgens een ander isotoop (vaak van een ander element) met een langere halveringstijd het gevaarlijkst is, enzovoort. Verder hangt het gevaar af van het soort straling en daarmee het doordringingsvermogen (zie boven) in samenhang met de beschermingsmaatregelen.
Hoewel de relatie tussen de blootstelling aan magnetische velden van bovengrondse hoogspanningsleidingen en het optreden van leukemie en hersentumoren bij kinderen wetenschappelijk niet is vastgesteld, beveelt de gezondheidsraad een voorzorgsbeleid rondom hoogspanningslijnen aan. De Wereldgezondheidsorganisatie (WHO) concludeert dat er geen ongunstige gezondheidseffecten zijn vastgesteld door straling uitgezonden door mobiele telefoons. IARC concludeert dat er mogelijk een risico bestaat en dat het verband tussen het gebruik van de mobiele telefonie en risico op kanker in de gaten moet worden gehouden.